# Ees (Musiker)

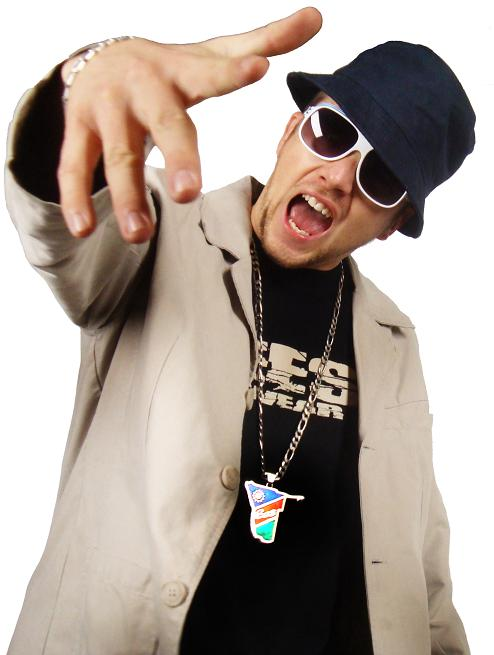
Ees

Ees (auch ees-y EES oder EES, * 5. Oktober 1983 in Windhoek, Südwestafrika, heute Namibia), bürgerlich Eric Sell, ist ein deutschnamibischer Musiker und Musikproduzent. Ees vertritt eine Mischung aus den Musikgenres Kwaito, Afro-Pop, Reggae und Hip-Hop, die er als „NAM Flava Music“ (namibisch beeinflusste Musik) bezeichnet.
Eric Sell ist seit 2001 als Musiker und Produzent tätig. Er beendete 2003 eine Ausbildung zum Toningenieur im südafrikanischen Kapstadt. 2004 zog EES nach Deutschland, um seine Karriere voranzutreiben und Namibia und die moderne namibische Musik im deutschsprachigen Raum bekannter zu machen. Seine Lieder sind vor allem bei der Jugend Namibias auch aufgrund seiner typisch deutsch-namibischen Sprache sehr beliebt. Er lebt in Köln.
EES ist Inhaber der Musikproduktionsfirma „NAM FLAVA Music“ und des Modelabels „EES WeaR“, des Vitamin-Energydrinks „WUMA“ und der Gewürzmischung „Nam Flava Spice“.
EEs ist maßgeblich für die Prägung des Begriffs Namsläng (auch NAM Släng) verantwortlich, der von einer Vielzahl der jugendlichen Deutschnamibier als Synonym für die deutsche Sprache in Namibia verwendet wird.

## Auszeichnungen
Eric Sell gewann 2009 den Preis Artist of the Year (Bester Künstler) und 2008 den Preis Best Rock/Alternative als bester Rock-/Alternativ-Künstler in Namibia, vergeben bei den Sanlam NBC Music Awards. 2011 gewann er bei den Namibian Annual Music Awards in der Kategorie „Bester Künstler auf internationaler Bühne“.
2010 wurde Sell bei den African Music Awards als „Best Southern African Artist“ nominiert.
2012 gewann EES zusammen mit Mandoza für das Lied Ayoba den "Channel O Africa Music Video Award", eine der wichtigsten musikalischen Auszeichnungen in Afrika.
Mit dem Lied Satisfaction zusammen mit Khetama und Inusa Dawuda erreichte EES im Februar 2013 Platz 7 der polnischen Charts.
2018 gewann EES mit seiner Yes-JA! Band X Factor Deutschland.

| Jahr | Titel Album                   | Höchstplatzierung, Gesamtwochen, AuszeichnungChartplatzierungen (Jahr, Titel, Album, Platzierungen, Wochen, Auszeichnungen, Anmerkungen) | Höchstplatzierung, Gesamtwochen, AuszeichnungChartplatzierungen (Jahr, Titel, Album, Platzierungen, Wochen, Auszeichnungen, Anmerkungen) | Höchstplatzierung, Gesamtwochen, AuszeichnungChartplatzierungen (Jahr, Titel, Album, Platzierungen, Wochen, Auszeichnungen, Anmerkungen) | Höchstplatzierung, Gesamtwochen, AuszeichnungChartplatzierungen (Jahr, Titel, Album, Platzierungen, Wochen, Auszeichnungen, Anmerkungen) | Anmerkungen                  |
| Jahr | Titel Album                   | DE | AT | CH | PL | Anmerkungen                  |
| ---- | ----------------------------- | --- | --- | --- | --- | ---------------------------- |
| 2013 | Satisfaction If Not, Why Not! | DE— DE | AT— AT | CH— CH | PL7 (… Wo.)PL | mit Khetama und Inusa Dawuda |

## Veröffentlichungen

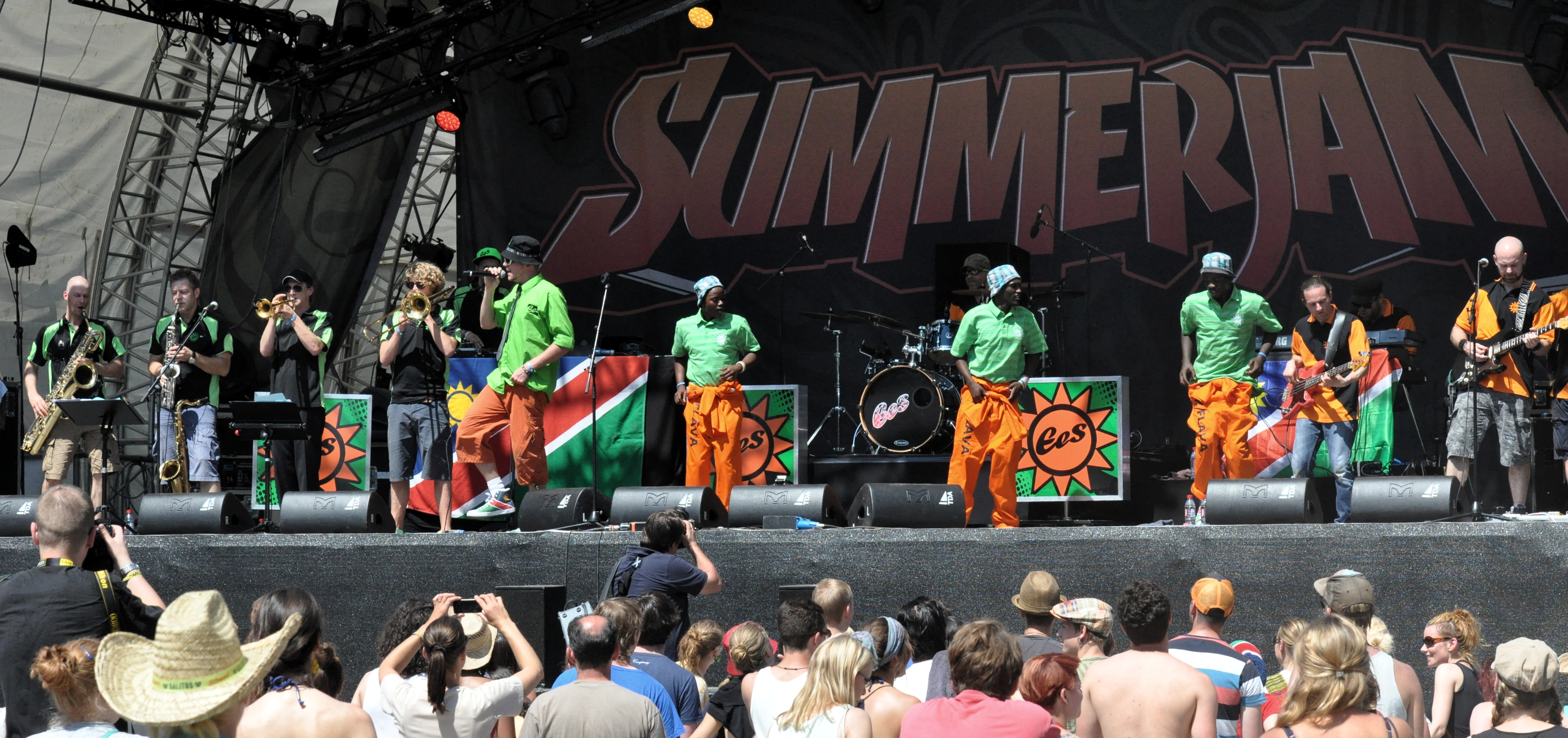
EES mit Band auf dem Summerjam 2013

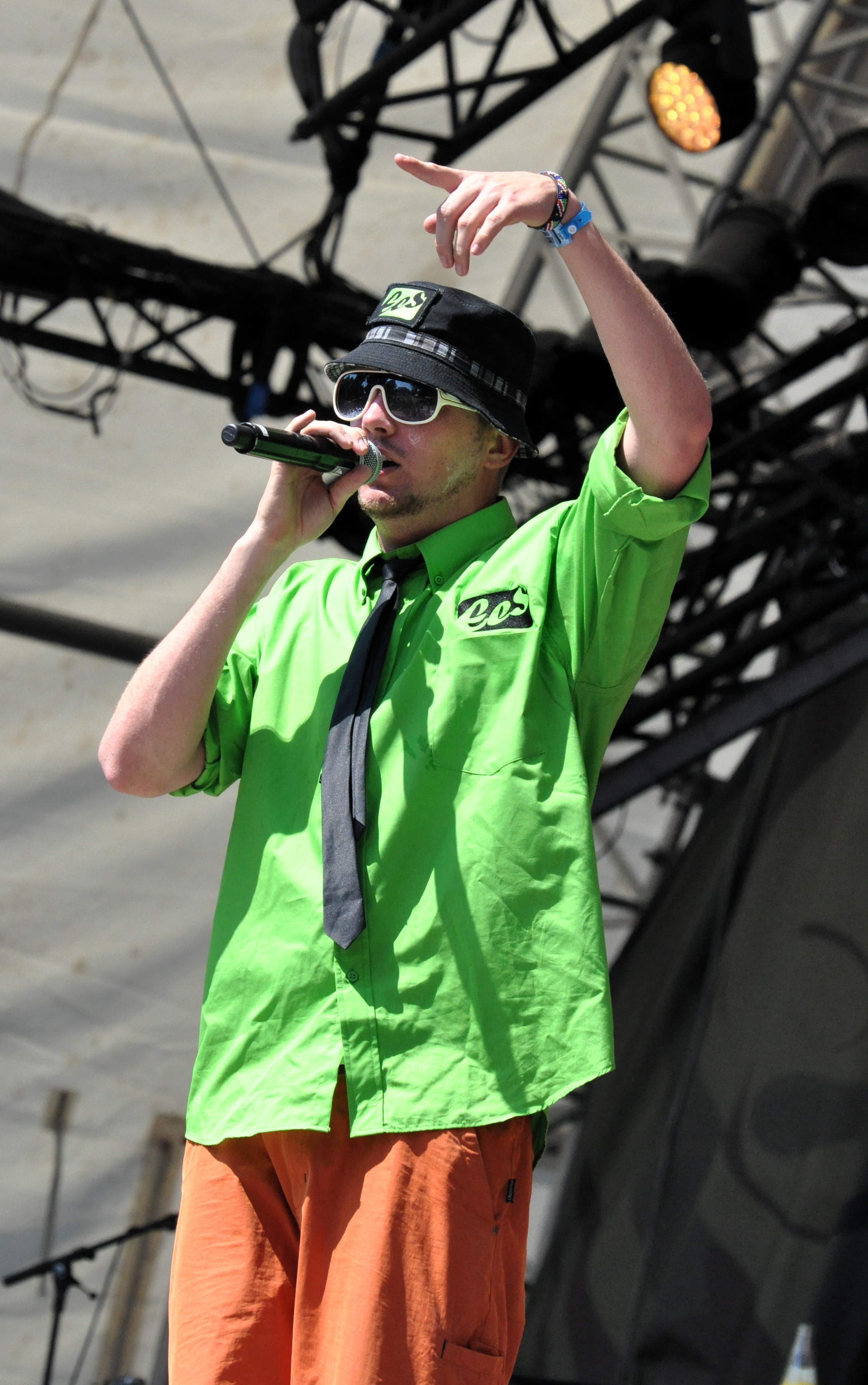
EES auf dem Summerjam 2013

### Alben und Singles
- 2002 – Straight from NAM
- 2003 – Bio-Lyrical Warfare (Südafrika)
- 2003 – Yes-Ja (Das Album)
- 2004 – Odyssey Cru
- 2004 – 061 for LIFE!
- 2005 – Wo is die Coolbox?
- 2006 – NAM FlaVa!
- 2007 – Sharp, Sharp!
- 2008 – Awee!
- 2011 – Megaphone Ghazzie
- 2012 – Da Gehn Wir (kostenloses Album)
- 2012 – The Remixes
- 2013 – Africa is the Future (kostenloses Album)
- 2013 – If Not, Why Not!
- 2014 – Authentic Rebel
- 2015 – Nu Day
- 2015 – Yeye
- 2015 – Just Do It
- 2016 – Sundowner
- 2016 – On the Road Again
- 2016 – Diese Nam Boys
- 2017 – Original
- 2018 – Feeling Alright
- 2018 – Gimme That
- 2018 – Try Try Try
- 2019 – Lass uns Chillen
- 2020 – The One feat. ML
- 2020 – Bad Neighbours feat. House Guru Gang
- 2020 – Magic
- 2021 – Game Changer

### Sonstiges
EES schrieb, produzierte und sang mit Again ’n Again den offiziellen Song der Fußball-Weltmeisterschaft 2010 von Bild Online. Zudem war er zur Weltmeisterschaft Teil der Bild-Roadshow.
Ebenfalls zur Fußball-Weltmeisterschaft 2010 schrieb und sang Ees (feat. TeQuila) das Lied „Get Your Hands Up“, den offiziellen WM-Song des Radiosenders WDR 2.
EES hatte neben zahlreichen Auftritten bei Großveranstaltungen in Afrika unter anderem auch Auftritte beim Summerjam 2013, dem Afrika Karibik Festival 2016, Keup-Charity Event Festival 2004 und Bremerhaven Summer Festival sowie bei der Fußball-Weltmeisterschaft 2010 in Südafrika.
Er drehte 45 Musikvideos, die auf vielen afrikanischen Sendern wie MTV Base, NBC Namibia und One Africa Television spielen; auch inn Europa sind seine Videos unter anderem auf Put Pat TV, Tape TV und Trace TV zu sehen.
Im Juni 2011 nahm EES an der VOX-Sendung Das perfekte Dinner teil. Im Januar 2014 nahm er bei der Sat.1-ProSieben-Show Millionärswahl teil und erreichte das Finale der besten Sieben. Im Juli 2014 (Ausstrahlung 10. bis 14. November 2014) brachte EES "Das Perfekte Dinner – Namibia Spezial" von VOX in sein Heimatland Namibia.
Im August 2016 trat er bei den Videodays in Köln auf mit seinem Song "Just Do It", der 2015 auf einem Roadtrip mit befreundeten Youtubern durch Namibia entstanden ist.
Am 19. Oktober 2018 gewann er mit der „The Yes-Ja! Band“ die auf dem Privatsender Sky übertragene vierte Staffel von X Factor.
Am 22. Februar 2023 war Ees in der Fernsehquizshow Wer weiß denn sowas? als Gast zu sehen.

### Bücher
- Eric Sell: Esisallesoreidt, Nam Släng – Deutsch, Deutsch – NAM Släng. EES Records, 2009, ISBN 978-9994-56-82-08.
- Eric Sell: Esisallesoreidt, Nam Släng – Deutsch, Deutsch – NAM Släng. Voljum 2 (Bikkie Apgräidet) EES Records, 2011, ISBN 978-99945-72-00-7.
- Eric Sell: NAM-Boy Schtories. NAM Flava Music, 2014, ISBN 978-99945-79-01-3.

### Filme
- Yes-Ja! The Kwaito Documentary. Musikdokumentation – Namibia, Deutschland, 2009.
- "Game Changer" - The EES Documentary. Musikdokumentation – Namibia, Deutschland, 2021.